# Chiroxiphia caudata
Il manachino codadirondine (Chiroxiphia caudata (Shaw, 1793)) è un uccello passeriforme della famiglia Pipridae, diffuso in Sud America.

## Descrizione

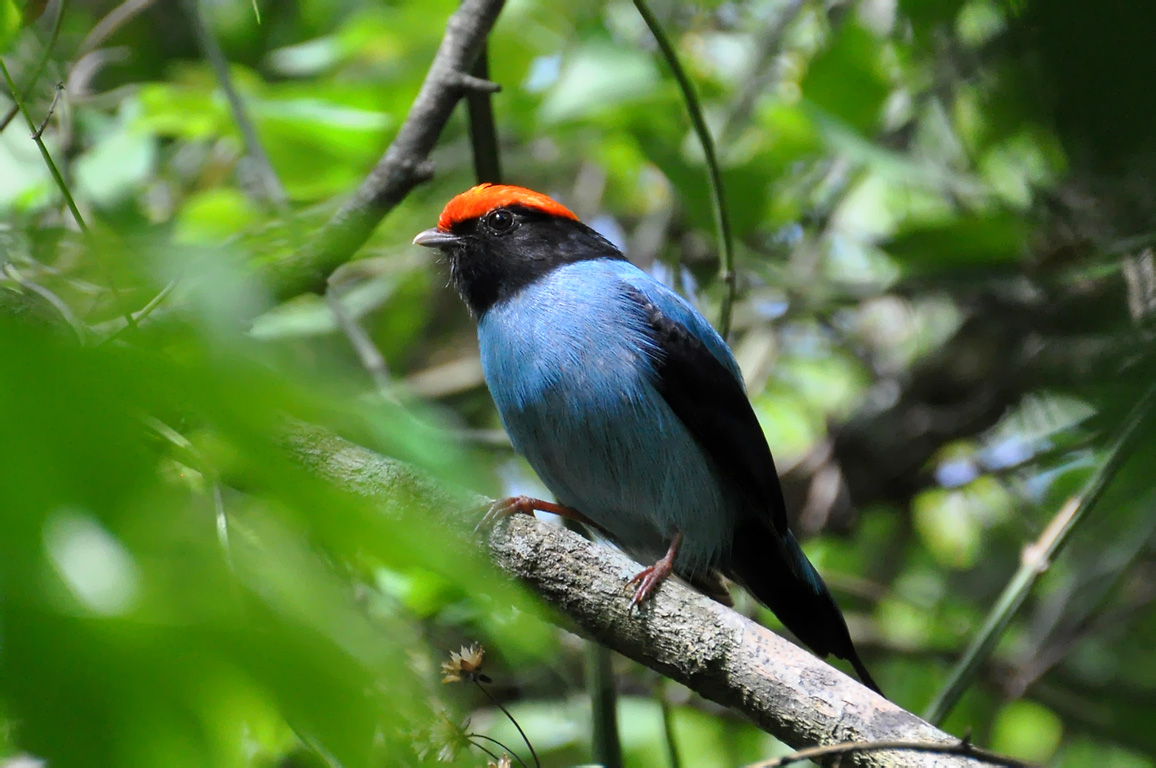
Maschio
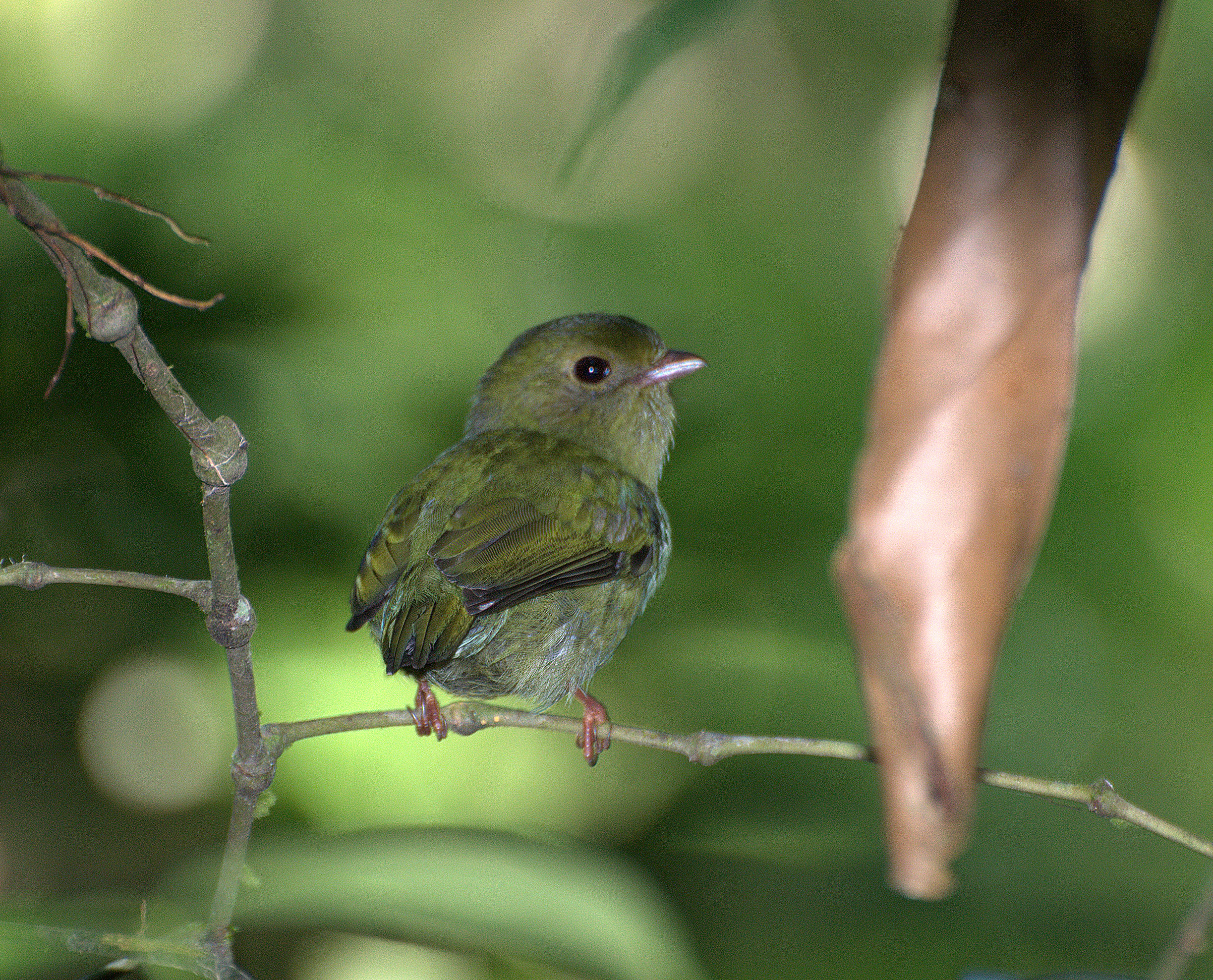
Femmina

## Distribuzione e habitat
La specie è diffusa in Argentina nord-orientale, Brasile meridionale e sud-orientale, Paraguay.